# Milton’s Secret (Film)
Milton’s Secret ist ein kanadisches Familiendrama aus dem Jahr 2016 unter der Regie von Barnet Bain. Das Drehbuch wurde von Donald Martin in Zusammenarbeit mit Barnet Bain und Sara B. Cooper geschrieben und basiert lose auf dem Kinderbuch Miltons Geheimnis von Eckhart Tolle und Robert S. Friedman.

## Handlung
Der Film erzählt die Geschichte des zwölfjährigen Milton Adams, der in einer kanadischen Vorstadt lebt und sich von der Welt bedroht fühlt. Er wird in der Schule gemobbt, seine Eltern sind ständig mit ihrer Arbeit beschäftigt und durchleben finanzielle sowie emotionale Krisen. Milton fühlt sich zunehmend hilflos, bis sein Großvater Howard zu Besuch kommt.
Howard führt Milton in die Konzepte von Achtsamkeit und Leben im gegenwärtigen Moment ein. Mit Hilfe seines Großvaters lernt Milton, wie er seine Angst vor der Zukunft und seine negativen Gedanken über die Vergangenheit loslassen kann. Durch diese innere Transformation beginnt er, sein Leben aus einer neuen Perspektive zu betrachten, was sich positiv auf sein Selbstwertgefühl und seine familiären Beziehungen auswirkt.

## Produktion
Donald Sutherland unterschrieb am 23. Juli 2015 für eine Rolle im Film. Ursprünglich war Peter Fonda für die Rolle des Großvaters Howard vorgesehen. Am 8. Oktober 2015 stieß Michelle Rodríguez zur Besetzung und gab bekannt, dass sie nach der Veröffentlichung von Fast & Furious 7 in einem kanadischen Filmdrama mitspielen werde.
Zu den Drehorten in Kanada gehörten Vancouver in British Columbia sowie Hamilton und Brampton in Ontario. Er wurde zum Teil mit Crowdfunding finanziert.

## Veröffentlichung
Momentum Pictures brachte den Film heraus. Dies ist Sutherlands zweites Projekt mit Momentum, das erste war eine Zusammenarbeit mit seinem Sohn Kiefer Sutherland in dem Westerndrama Forsaken. Der erste Trailer und das Filmplakat wurden am 8. August 2016 veröffentlicht, mit dem Slogan: „Sei hier. Jetzt.“
Der Film feierte seine Weltpremiere am 30. September 2016 beim Vancouver International Film Festival.

## Rezeption
Auf Rotten Tomatoes hat der Film eine Zustimmungsrate von 38 % basierend auf Bewertungen von 13 Kritikern. Auf Metacritic erreicht der Film eine Punktzahl von 37 % basierend auf Bewertungen von 6 Kritikern, was auf „generell ungünstige Kritiken“ hinweist.
Bei IMDb wird der Film bei 1194 Bewertungen (Stand 18. Juni 2025) mit 6 von 10 Sternen bewertet.